# サッチャー準男爵

サッチャー準男爵家の紋章

サッチャー準男爵（英: Thatcher baronetcy）は、連合王国準男爵位。英国首相マーガレット・サッチャーの夫デニス・サッチャーが1990年に叙されたのに始まる。2020年現在のところ、臣民への世襲称号の授与はこれが最後となっている。

## 歴史
英国首相マーガレット・サッチャーの夫で実業家のデニス・サッチャー(1915-2003)は、妻を支えた功績により、妻が首相を退任した直後の1990年12月7日に連合王国準男爵位（ケント州におけるスコットニーのサッチャー）準男爵(Baronet "Thatcher, of Scotney in the County of Kent")に叙せられた。
2003年6月26日に初代準男爵が死去した後、息子のマーク・サッチャー(1953-)が第2代準男爵位を継承した。2020年現在の当主も彼である。

## スコットニーのサッチャー準男爵 (1990年)
- 初代準男爵サー・デニス・サッチャー (Sir Denis Thatcher, 1915-2003)
- 2代準男爵サー・マーク・サッチャー（英語版） (Sir Mark Thatcher, 1953-)
  - 法定推定相続人は現当主の長男マイケル・サッチャー (Michael Thatcher (1989-)